# 2630 Hermod
2630 Hermod è un asteroide della fascia principale. Scoperto nel 1980, presenta un'orbita caratterizzata da un semiasse maggiore pari a 3,0761928 UA e da un'eccentricità di 0,1194203, inclinata di 1,91451° rispetto all'eclittica.
L'asteroide è dedicato a Hermóðr, divinità della mitologia norrena.